# Diane Abbott
Diane Julie Abbott (nascida em 27 de setembro de 1953) é uma política britânica do Partido Trabalhista, que atuou no gabinete de sombra de Jeremy Corbyn de 2016 a 2020. Ela foi eleita pela primeira vez para o Parlamento em 1987, quando ela se tornou a primeira mulher negra a ter assento na câmara dos comuns.

## Início da vida e carreira
Abbott nasceu de pais jamaicanos em Paddington, na cidade de Londres, em 1953. Seu pai era um soldador e sua mãe, uma enfermeira. Ela estudou na Harrow County Grammar School para Meninas e, em seguida, em Newnham College, Cambridge, onde ela estudou história. Em Cambridge, ela foi orientada pelo historiador Simon Schama. Abbott foi pesquisadora e repórter do Thames Television de 1980 a 1983 e, em seguida, pesquisadora e repórter na empresa de televisão TV-am , de 1983 a 1985. 

## Carreira política
A carreira política de Abbott começou em 1982, quando foi eleita para o Conselho de Cidade de Westminster, servindo até 1986. Em 1987, ela foi eleita para a câmara dos comuns. Eleita juntamente com Keith Vaz, Bernie Grant e Paul Boateng, ela foi a primeira mulher negra a tornar-se parlamentar britânica.
A fala de Abbott sobre as liberdades civis num debate sobre um projeto de contraterrorismo, em 2008, ganhou o prêmio de "discurso parlamentar do ano", por O Espectador.
Embora Abbott nunca tenha tido um posto ministerial no governo, ela atuou em uma série de comissões parlamentares sobre questões internacionais e sociais.